# Tony Koskinen
Tony Koskinen (Espoo, 22 gennaio 1998) è un giocatore di football americano finlandese che gioca come offensive tackle per i Vienna Vikings.
Ha giocato per una squadra statunitense di high school, per poi passare nella prima squadra degli Helsinki Roosters. Dopo una stagione agli austriaci Tirol Raiders è tornato ai Roosters ed è in seguito rientrato in Austria ai Vienna Vikings.

## Palmarès
- 3 Vaahteramalja (Helsinki Roosters, 2017, 2018, 2019)